# Stylogyne ardisioides
Stylogyne ardisioides (Kunth) Mez – gatunek roślin z rodziny pierwiosnkowatych (Primulaceae). Występuje naturalnie w Ekwadorze, Peru, Boliwii oraz Brazylii. 

## Morfologia
PokrójZimozielone drzewo.
LiścieBlaszka liściowa jest skórzasta i ma eliptyczny lub podługowato eliptyczny kształt. Mierzy 25–30 cm długości oraz 10 cm szerokości, jest całobrzega, ma klinową nasadę i ostry wierzchołek. Ogonek liściowy jest nagi.
KwiatyZebrane w wierzchotkach przypominających baldachy, wyrastają z kątów pędów. Mają 5 działek kielicha o owalnym kształcie i dorastające do 1–2 mm długości.
OwocePestkowce mierzące 6 mm średnicy, o kulistym kształcie.